# La Société du spectacle (livre)
Pour les articles homonymes, voir La Société du spectacle.
La Société du spectacle est un essai de Guy Debord publié initialement le 14 novembre 1967 chez Buchet-Chastel. Le livre, qui est essentiellement une critique de la société de consommation, connut un fort retentissement après les événements de Mai 68.

## La forme du livre et son propos
L'ouvrage est composé de 221 « thèses » et subdivisé en neuf chapitres comme suit : 
- I. « la séparation achevée »
- II. « la marchandise comme spectacle »
- III. « unité et division dans l'apparence »
- IV. « le prolétariat comme sujet et comme représentation »
- V. « temps et histoire »
- VI. « le temps spectaculaire »
- VII. « L'aménagement du territoire »
- VIII. « la négation et la consommation dans la culture »
- IX. « l'idéologie matérialisée »

Le livre, agencé comme un essai politique, vise à exposer son sujet de manière assertive : Debord ne cherche pas à convaincre ni même à démontrer, mais à montrer. Il rejoint ainsi la conception de Marx disant que la philosophie doit trouver sa réalisation et non plus sa discussion.
Dans cet essai, l'auteur poursuit la critique du fétichisme de la marchandise que Marx développe en 1867 dans Le Capital, elle-même un prolongement de la théorie de l'aliénation que Marx avait déjà exposée dans ses Manuscrits de 1844. L'originalité de la réflexion de Debord consiste alors à décrire l'avance contemporaine du capitalisme sur la vie de tous les jours, c'est-à-dire le resserrement de son emprise sur le monde « à travers » la marchandise. Cette filiation, revendiquée dès la première phrase du livre, s'exprime par un certain nombre de « clins d'œil » et de reprises dont la phrase d'ouverture du livre n'est que l'annonce. En effet, l'ouverture de la Société du Spectacle est un détournement de la phrase d'ouverture du Capital de Karl Marx :

« La richesse des sociétés dans lesquelles règne le mode de production capitaliste s'annonce comme une immense accumulation de marchandises. »

— (première phrase dans le livre de Marx)

« Toute la vie des sociétés dans lesquelles règnent les conditions modernes de production s'annonce comme une immense accumulation de spectacles. »

— (première phrase de La Société du Spectacle)

## Thèses de l'auteur
La Société du spectacle est essentiellement une critique radicale de la marchandise et de sa domination sur la vie, que Guy Debord voit dans la forme particulière de l'« aliénation » de la société de consommation. Le concept de spectacle se réfère à un mode de reproduction de la société fondé sur la reproduction des marchandises, toujours plus nombreuses et en réalité toujours plus semblables dans leur variété. Debord prône alors la mise en acte de la conscience que l'on a de sa propre vie, envers une illusoire pseudo-vie qu'impose la société capitaliste, particulièrement depuis l'après-guerre.
La Société du spectacle décortique les processus d'individuation dans la société post-industrielle alors naissante, puis décrit l'évolution de la pratique de « séparation » comme dispositif économique capitaliste et comment, depuis l'introduction des chaînes de montage où le travailleur est séparé de ce qu'il produit, la société libérale-marchande, dans les années 1950, produit le sujet/consommateur en tant qu'être séparé de ses véritables désirs par diverses industries socio-culturelles (cinéma, télévision etc.). Par exemple, comment les stéréotypes du jeune « branché » ou du rebelle deviennent des modèles de comportements à suivre, faisant désormais partie de notre volonté de se montrer à l'autre, le pastiche d'une reproduction consommable et interchangeable (« Le spectacle n'est pas un ensemble d'images, mais un rapport social entre des personnes, médiatisé par des images ». Thèse 4 du chapitre premier, « Le vrai est un moment du faux » ; thèse 9 du chapitre premier).
Debord soutient, dans le premier chapitre essentiellement, que la direction immanente du spectacle en est aussi le but et qu'ainsi, au fur et à mesure de son application, elle se justifie elle-même de façon exponentielle.
Selon lui, le spectacle est le stade achevé du capitalisme, il est un pendant concret de l'organisation de la marchandise. Le spectacle est une idéologie économique, en ce sens que la société contemporaine légitime l’universalité d’une vision unique de la vie, en l’imposant aux sens et à la conscience de tous, via une sphère de manifestations audio-visuelles, bureaucratiques, politiques et économiques, toutes solidaires les unes des autres. Ceci, afin de maintenir la reproduction du pouvoir et de l’aliénation : la perte du vivant de la vie.
Aussi, le concept prend-il plusieurs significations. Le « spectacle » est à la fois l'appareil de propagande de l'emprise du capital sur les vies, aussi bien qu'un « rapport social entre des personnes médiatisé par des images ».
Dans les sociétés spectaculaires, la marchandise devient le vecteur, le dispositif des conditions économiques et sociales les produisant (« Sous toutes ses formes particulières, information ou propagande, publicité ou consommation directe de divertissements, le spectacle constitue le modèle présent de la vie socialement dominante. Il est l'affirmation omniprésente du choix déjà fait dans la production, et sa consommation corollaire. Forme et contenu du spectacle sont identiquement la justification totale des conditions et des fins du système existant ») – thèse 6.
Dans les sociétés dites libérales, l'abondance et l'hétérogénéité des entreprises productrices et de leurs produits est décrite par Debord selon le terme « spectaculaire diffus » (thèse 65) tandis que dans les sociétés dites « socialistes », la gestion des marchandises et de leur production sont centralisées par les structures bureaucratiques gérant la totalité de ces États. Debord la décrit selon le terme « spectaculaire concentré » (thèse 64).
En 1988, dans Commentaires sur la société du spectacle, Debord décrit l'évolution de la société spectaculaire en ceci que ces rapports marchands se sont totalement fondus dans la société, à tel point qu'ils sont devenus systémiques. Il la décrit en tant que combinaison des deux formes précédentes selon le terme « spectaculaire intégré » (commentaire IV). Debord y résume la thèse de son livre en une phrase, pour lui le « spectacle moderne » est « le règne autocratique de l’économie marchande ayant accédé à un statut de souveraineté irresponsable, et l’ensemble des nouvelles techniques de gouvernement qui accompagnent ce règne ».

## Réactions diverses
- Le philosophe Giorgio Agamben, en 1990, à la lumière de la chute du Mur de Berlin et du Bloc de l'Est : « L’aspect sans doute le plus inquiétant des livres de Debord tient à l’acharnement avec lequel l’histoire semble s’être appliquée à confirmer ses analyses. Non seulement, vingt ans après La Société du spectacle, les Commentaires sur la société du spectacle (1988) ont pu enregistrer dans tous les domaines l’exactitude des diagnostics et des prévisions, mais entre-temps, le cours des événements s’est accéléré partout si uniformément dans la même direction, qu’à deux ans à peine de la sortie du livre, il semble que la politique mondiale ne soit plus aujourd’hui qu’une mise en scène parodique du scénario que celui-ci contenait. L’unification substantielle du spectacle concentré (les démocraties populaires de l’Est) et du spectacle diffus (les démocraties occidentales) dans le spectacle intégré, qui constitue une des thèses centrales des Commentaires, que bon nombre ont trouvée à l’époque paradoxale, s’avère à présent d’une évidence triviale. Les murs inébranlables et les fers qui divisent les deux mondes furent brisés en quelques jours. Afin que le spectacle intégré puisse se réaliser pleinement également dans leur pays, les gouvernements de l’Est ont abandonné le parti léniniste, tout comme ceux de l’Ouest avaient renoncé depuis longtemps à l’équilibre des pouvoirs et à la liberté réelle de pensée et de communication, au nom de la machine électorale majoritaire et du contrôle médiatique de l’opinion (qui s’étaient tous deux développés dans les États totalitaires modernes). »[4]
- Jacques Ellul, dans les notes de ses cours publiées sous le nom La pensée marxiste, confirme que l'affirmation de la vie ressentie comme ramenée à un simple spectacle par le prolétariat se trouve bien chez Marx, et que de Debord n'en est donc pas l'initiateur.
- En opposition partielle à la position de Guy Debord, Florent Schoumacher souligne que, selon lui, les sociétés hypermodernes, celles qui succèdent  aux sociétés postmodernes fondatrices du modèle « spectaculaire », adoptent en fait un contrat social implicite qui dispose que les agents sociaux y emploient tous des « simulacres » notamment grâce à l’Hybris (l’orgueil). Ainsi l’Eidelon (le simulacre) devient un rapport biaisé à la réalité du monde, non pas parce que la réalité n’est pas accessible à la cognition (propos courants de la pop culture), mais parce que les agents sociaux ne souhaitent pas voir les choses telles qu'elles paraissent, poussés à cela par les images fausses de la propagande, au sens historique d'Edward Bernays. Ainsi, le simulacre devient, dans ce cas, le constituant principal de l'époque hypermoderne, renouvelant la critique de notre époque.

## Éditions

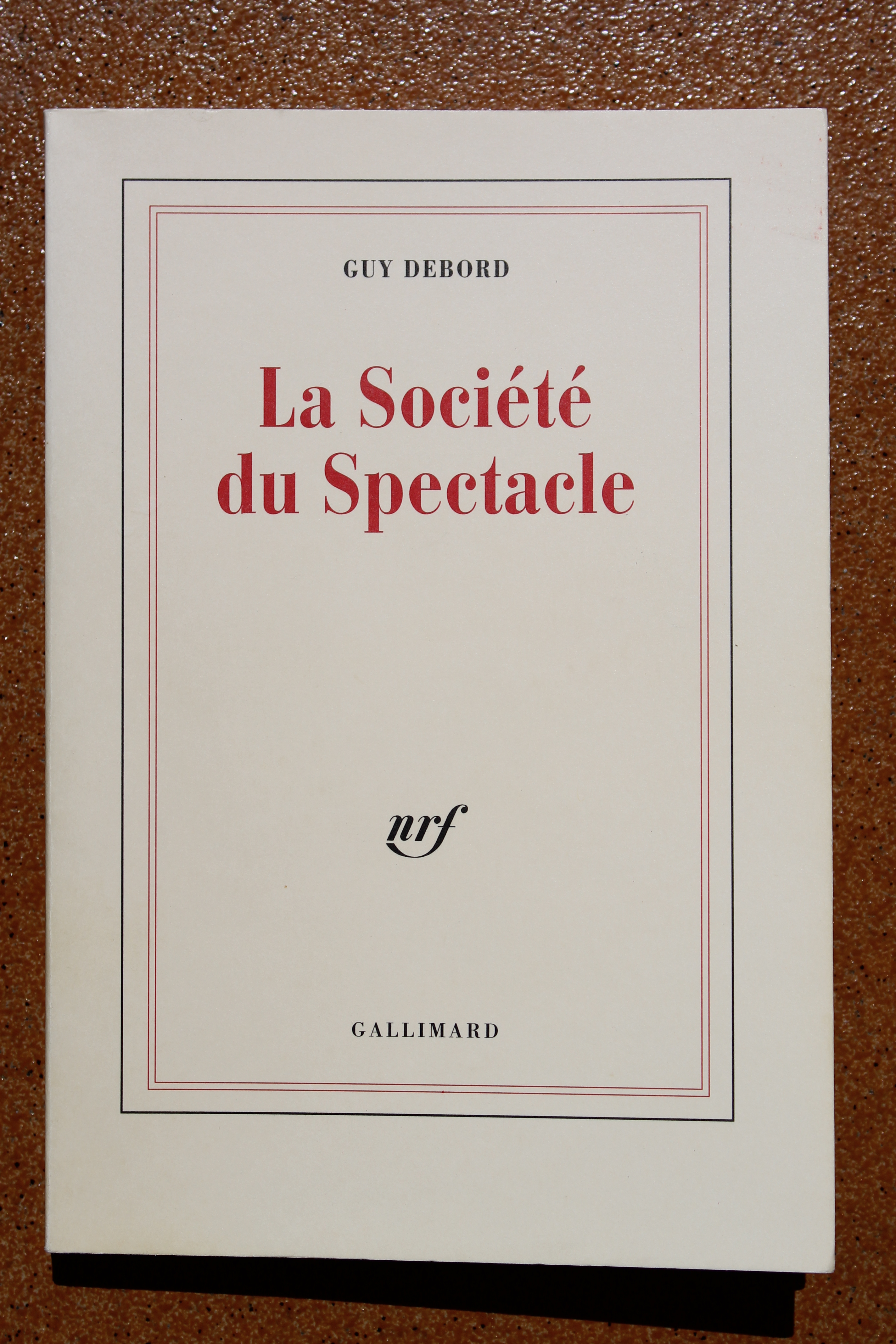
Couverture de l'édition chez Gallimard, 1992.

- La Société du spectacle, éditions Buchet/Chastel, Paris, 14 novembre 1967.
- La Société du spectacle, éditions Buchet/Chastel, Paris, 3 mars 1969.
- La Société du spectacle, éditions Buchet/Chastel, Paris, 1971.
- La Société du spectacle, éditions Champ libre, Paris, 29 septembre 1971.
- La Société du spectacle, éditions Buchet/Chastel, Paris, 1972[5].
- La Société du spectacle, éditions Gallimard, Paris, 21 septembre 1992, 184 p.
- La Société du spectacle, éditions Gallimard, coll. « Folio » (no 2788), Paris, 3 janvier 1996[6].
- La Société du spectacle, éditions Gallimard, coll. « Folio » essais (no 644), Paris, 5 juillet 2018[7].